# USAC National Championship 1961
USAC National Championship 1961 var ett race som kördes över tolv omgångar. A.J. Foyt försvarade sin titel från 1960, samt vann 1961 års Indianapolis 500. Eddie Sachs körde bara sju av tolv deltävlingar, men slutade trots det tvåa i mästerskapet. Mästerskapsfemman Al Keller förolyckades i säsongens sista deltävling på Arizona State Fairgrounds.

## Delsegrare
| Datum        | Bana             | Vinnare        |
| ------------ | ---------------- | -------------- |
| 9 april      | Trenton          | Eddie Sachs    |
| 30 maj       | Indianapolis 500 | A.J. Foyt      |
| 4 juni       | Milwaukee        | Rodger Ward    |
| 18 juni      | Langhorne        | A.J. Foyt      |
| 20 augusti   | Milwaukee        | Lloyd Ruby     |
| 21 augusti   | Springfield      | Jim Hurtubise  |
| 4 september  | DuQuoin          | A.J. Foyt      |
| 9 september  | Springfield      | Rodger Ward    |
| 16 september | Indiana          | A.J. Foyt      |
| 24 september | Trenton          | Eddie Sachs    |
| 29 oktober   | Sacramento       | Rodger Ward    |
| 19 november  | Arizona          | Parnelli Jones |

## Slutställning
| Plats | Förare           | Poäng |
| ----- | ---------------- | ----- |
| 1     | A.J. Foyt        | 2150  |
| 2     | Eddie Sachs      | 1760  |
| 3     | Rodger Ward      | 1680  |
| 4     | Shorty Templeman | 1190  |
| 5     | Al Keller        | 1000  |
| 6     | Jim Hurtubise    | 939   |
| 7     | Len Sutton       | 860   |
| 8     | Bobby Marshman   | 769   |
| 9     | Parnelli Jones   | 750   |
| 10    | Dick Rathmann    | 750   |
| 11    | Lloyd Ruby       | 670   |
| 12    | Don Branson      | 530   |